# Byngsbo
Byngsbo är en by i Ringarums socken, Valdemarsviks kommun vid sjön Byngaren.
Byngsbo omtalas i dokument första gången 1420 ("byggnisbodum"). Skattelängden 1535 upptar två mantal skatte i Byngsbo, senare längder upptar ett mantal frälsejord och ett mantal kronojord. 1551 sägs även en kvarn lyda under Byngsbo, vilket bör ha syftat på en kvarn vid Ursätter. Ursätter lydde fram till 1660-talet till Byngsbo, varefter den såldes till Adolf Johan av Pfalz-Zweibrücken som ägde Gusum och kom därefter att underläggas bruket. 1796 genomfördes storskifte då fanns sex gårdar i Byngsbo. Även i samband med laga skifte 1843 fanns sex gårdar i Byngsbo, tre av dessa flyttas i samband med skiftet ut från bytomten. På 1980-talet fanns tio gårdar i Byngsbo varav tre var fritidsbostäder. Gårdarna var Jungsgården, Åttondelen, Ekmansgården, Jonsbo, Edalund, Karlshöjd, Lundsgården, Grönbosveden, Svenssongården och Petrusgården eller Stenkullen.
Torpet Brolöt omtalas första gången i husförhörslängden 1821-1830. De sista inneboende omtalas på 1890-talet, torpet torde ha rivits kort därefter, idag finns endast stengrunden kvar bakom NTO-stugan i Byngsbobrinken.
Torpet Bygget var båtmanstorp för roten 166 vid Östergötlands båtmanskompani, namnet Bygget finns dokumenterat sedan tidigt 1800-talet, men båtsmanstorp har funnits tidigare, enligt uppgifter skall torpet tidigare kallats Daltorpet efter båtsmansnamnet Dahl. Torpet låg vid Hornskälet där ägorna till byarna Byngsbo, Leckersbo och Fängebo möts och revs 1906.
Grönbosveden omnämns första gången i husförhörslängden omkring 1816. Torpet blev senare avstyckat som egen fastighet, 1952 blev Grönbo sommarbostad, den ursprungliga torpstugan från tidigt 1810-tal fann ännu kvar på 1980-talet men hade blivit utbyggt och försett med veranda omkring 1900.
Torpet Hagaberg omtalas första gången i husförhörslängden 1821–1830, i samband med laga skifte 1843 flyttas en av byns gårdar, Ekmansgården till torpplatsen, de sista torparna flyttar därifrån omkring 1846.
Backstugan Hagalund omtalas första gången i husförhörslängden 1852–1856. Den var permanentbostad till 1962 och blev sedan sommarbostad.
Lilla Jonsbo omtalas första gången 1816 tillägget "lilla" tillkom sedan en av gårdarna i samband med laga skifte 1843 flyttats ut till platsen. Torpstugan var permanentbostad fram till 1940-talet.
Torpet Jägarbackstäppen är utmärkt på kartan vid laga skifte 1843. Inga innevånare är kända, det är möjligen identiskt med de båda torpen Lovisaberg eller Skogsborg, vars lägen är okända. 
Torpet Kallvik ommtalas första gången i husförhörslängden 1805–1808. 1940 såldes torpet och en sommarstuga som fick namnet Bjursätter uppfördes på platsen.
Kodalen omtalas första gången 1796, det räknas först som torp, från 1893 som backstuga. Sista brukarna flyttar ut 1938 och stugan togs till ved under andra världskriget.
Torpet Lund omtalas första gången 1835, den sista innevånaren dör 1862 och torpet torde ha rivits kort därefter, några synliga lämningar finns inte kvar av det.
Backstugan Lundberga omtalas första gången 1833, nuvarande byggnad är möjligen identisk med den första backstugan, men har genomgått ombyggnad någon gång på 1920-talet.
Torpet Sjövalla omtalas första gången i husförhörslängden 1846-1851, sista innevånaren dör 1895 och torpet som låg på en åkerholme 40 meter öster om Börrumsvägen och 250 meter söder om Karlshöjd i åkern Stenudden revs kort efteråt.
Backstugan Stensätter omtalas första gången i husförhörslängden 1831–1835. Den har även kallats Erikstäppen, Erkerstäppan eller Skräddar Eriks lycka. Sista brukaren avled 1860 och stugan torde ha rivits kort efteråt.
Torpet Svenssund omtalas första gången i 1816–1820, vid mitten av 1800-talet fanns även en backstuga här. 1907 flyttar de sista innevånarna ut och husen revs på 1910-talet.

## Källa
- Gusumstraktens bebyggelse, Claes-Göran Petersen, s 20-25 + 98–114.